# Varenne (métro de Paris)
Pour les articles homonymes, voir Varenne.
Varenne est une station de la ligne 13 du métro de Paris, située dans le 7e arrondissement de Paris.

## Histoire
La station est ouverte en 1923. 

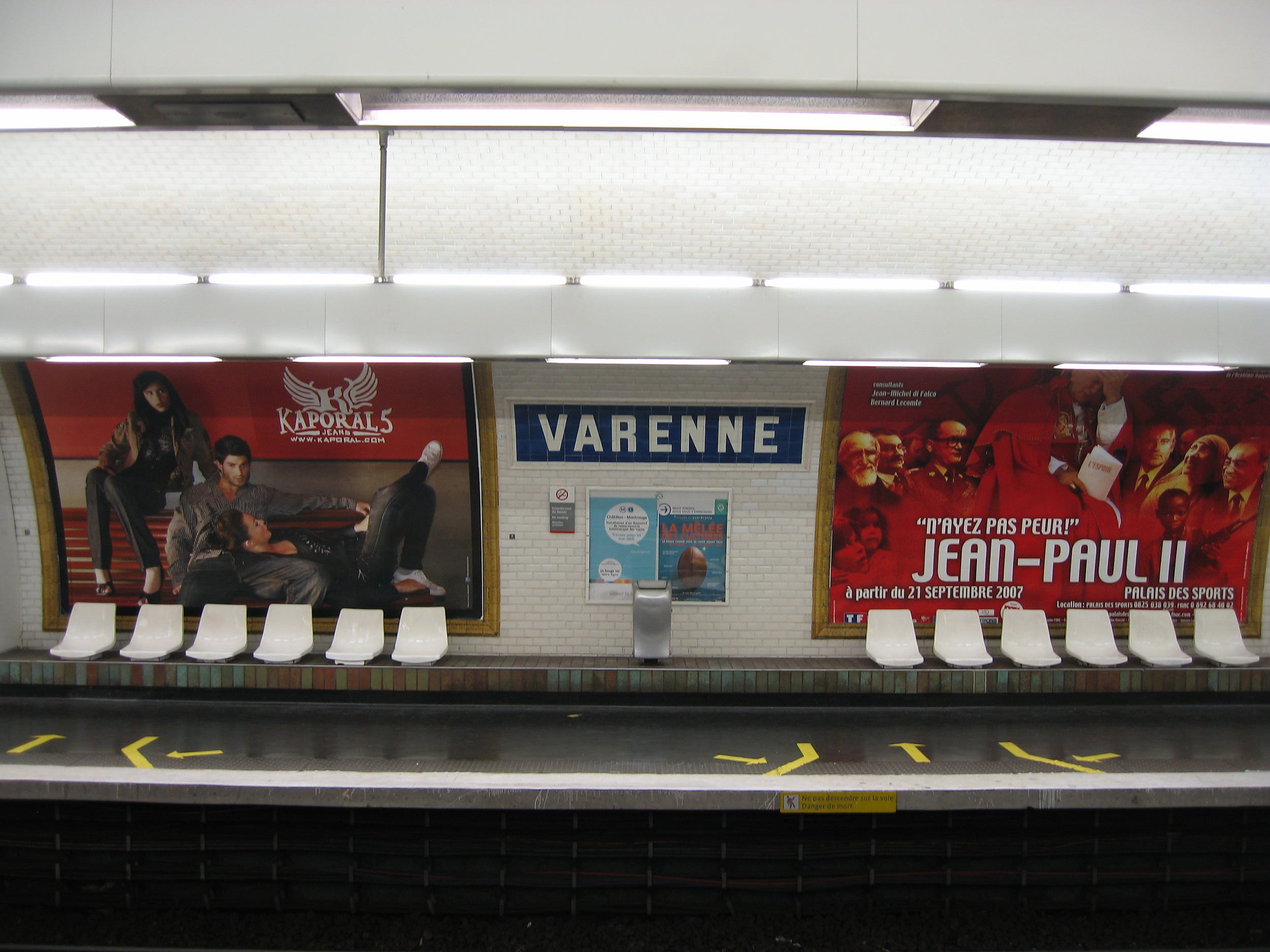
Quais de la station en 2007, avec la banquette aux carreaux de couleur unique sur le réseau.

Son nom vient de celui de la rue de Varenne, dont une extrémité se trouve au sud de l'accès de la station sur le boulevard des Invalides. Cette rue est un des hauts lieux du pouvoir politique français, depuis que la présidence du Conseil s'est installée dans l'hôtel de Matignon en janvier 1935. D'autres ministères ont élu domicile dans les hôtels particuliers du quartier.
La rue de Varenne aurait été nommée ainsi en référence à un lieu-dit, Varenne (ou Garenne) qui appartenait à l'abbaye de Saint-Germain-des-Prés. En aucun cas, il ne commémore le lieu où le roi Louis XVI est arrêté au moment de sa fuite à Varennes (le « s » final différencie l'orthographe des deux noms).
Durant la guerre de 1939-1945, la station Varenne fut fermée car le gouvernement était à Vichy, et les hôtels particuliers désertés n'avaient plus de raison d'être desservis. La station rouvrit ses portes le 24 décembre 1962.
En 1955, la station apparait dans le film Razzia sur la chnouf, avec Jean Gabin.
Durant les années 1970, les quais sont aménagés dans le style « Andreu-Motte » avec banquettes recouvertes de carreaux de couleur grise et bleue terne irrégulière (cas unique sur le réseau) et de bandeaux d'éclairage. Entre 2009 et 2012, les banquettes du quai vers Châtillon-Montrouge sont déposées et, en 2017, celle de l'autre quai voit son carrelage remplacé par un modèle identique de couleur blanche.
Le dimanche 29 juillet 2007, un patin de freinage d'une rame MF 77 de la ligne 13 a pris feu peu avant 9 heures entre les stations Invalides et Varenne. L'incendie est rapidement maîtrisé, mais les émanations de gaz intoxiquent 35 personnes, dont 15 sérieusement (notamment une femme enceinte grièvement atteinte). Le sinistre a mobilisé 115 pompiers de 14 casernes ; les opérations de secours ont pris fin vers 10 h 45.
En 2019, 1 241 311 voyageurs sont entrés dans cette station ce qui la place à la 285e position des stations de métro pour sa fréquentation sur 302,.
En 2020, avec la crise du Covid-19, 559 530 voyageurs sont entrés dans cette station, ce qui la place à la 285e position sur 304 des stations de métro pour sa fréquentation,.
En 2021, la fréquentation remonte progressivement, avec 782 697 voyageurs qui sont entrés dans cette station ce qui la place à la 289e position des stations de métro pour sa fréquentation sur 304,.

## Services aux voyageurs

### Accès
La station dispose d'un accès unique, à hauteur du no 13 du boulevard des Invalides.

### Quais

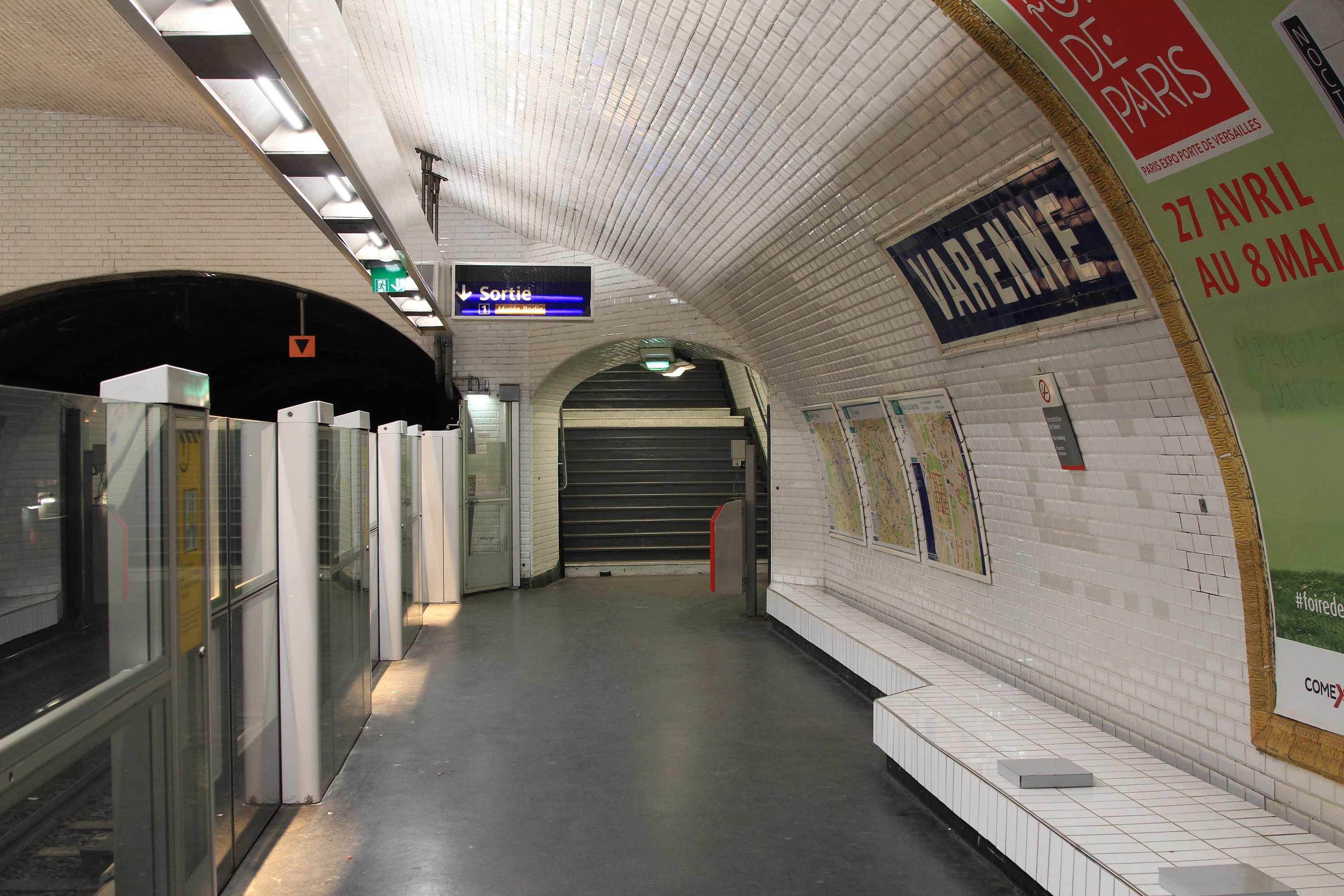
Quais de la station avec la banquette aux carreaux de couleur désormais blanche.

La station est de configuration particulière en raison de sa proximité avec l'ancien terminus d'Invalides : elle comporte trois voies et deux quais. Le quai en direction du nord est latéral tandis que celui en direction de Châtillon - Montrouge est central avec une voie latérale située du côté ouest, servant de raccordement avec le complexe des voies de la station Invalides, et inutilisée pour le service voyageurs.
La voûte est elliptique et recouverte des classiques carreaux blancs biseautés. Les quais sont aménagés dans le style « Andreu-Motte » mais avec des tons neutres : les trois bandeaux lumineux (un pour chaque voie) sont traités en gris clair tandis que la banquette sur laquelle reposent les sièges du quai vers Saint-Denis et Asnières - Gennevilliers est parée d'un carrelage plat blanc. Les sièges sont du type « Motte » eux aussi blancs. Le nom de la station présente la particularité d'être présent sous trois formes : sur plaques émaillées en police de caractères Parisine sur le quai Châtillon et en lettres capitales sur le piédroit de la voie de raccordement (qui ne possède pas de publicité) et en faïence pour le quai Saint-Denis et Asnières - Gennevilliers. Les cadres publicitaires sont en céramique de couleur miel sur ce même quai. Le quai pour Châtillon - Montrouge est décoré de deux reproductions de sculptures d'Auguste Rodin : Le Penseur et Monument à Balzac.

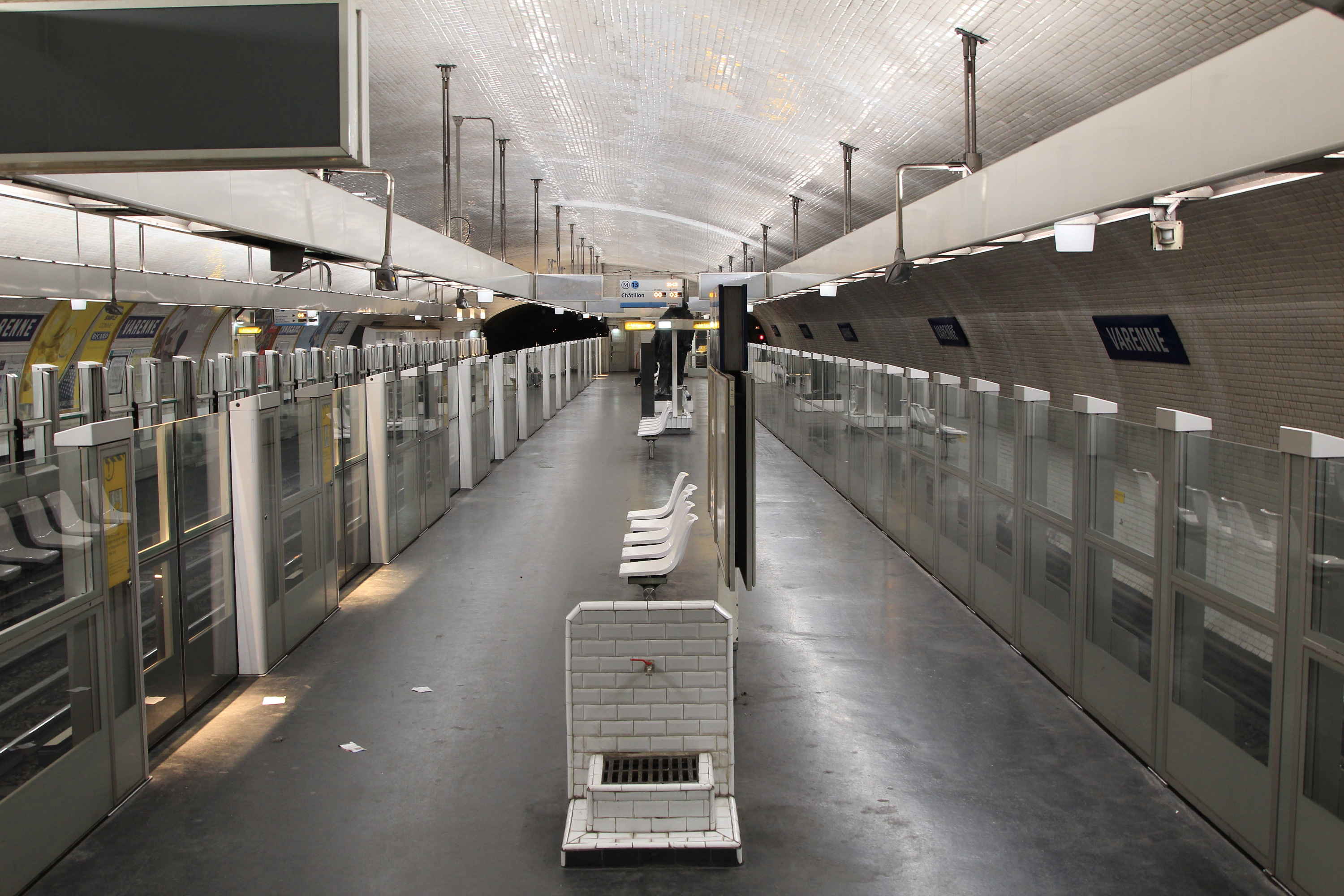
Quai Châtillon - Montrouge.

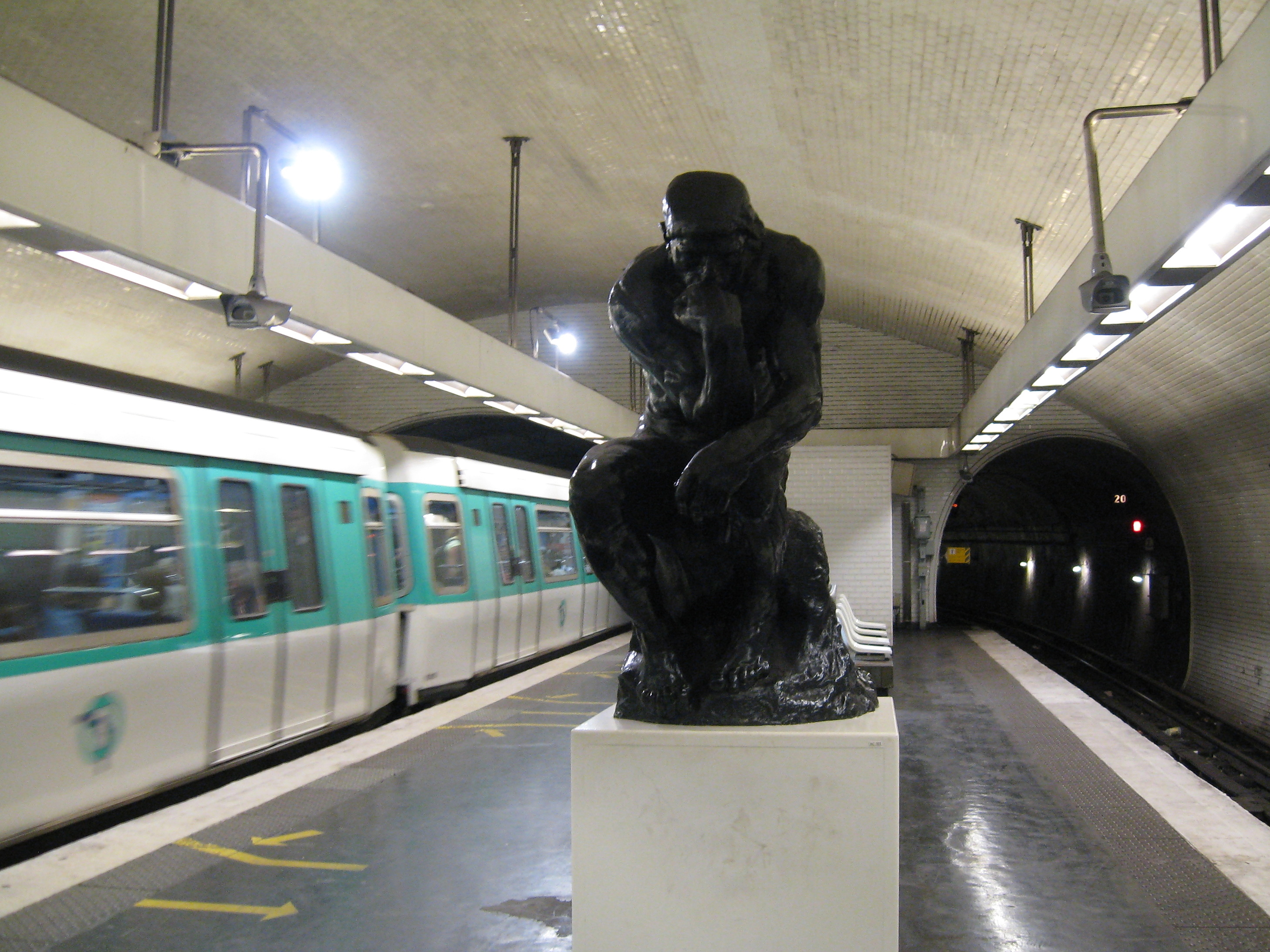
Reproduction du Penseur de Rodin.

Depuis 2012, les quais sont équipés de portes palières, les modules de façades le long de la voie inutilisée étant toutefois dépourvus de portes.

## À proximité
- Hôtel des Invalides
- Musée Rodin
- Hôtel de Matignon